# Puzzled (videogioco)
Puzzled, in Giappone conosciuto come Joy Joy Kid (ジョイジョイキッド?, Joi Joi Kiddo), è un videogioco rompicapo arcade realizzato dalla SNK per la sua scheda hardware Neo Geo, pubblicato nel 1990. Il suo gameplay ricalca fedelmente l'originale Tetris.

## Modalità di gioco
Come in Tetris vengono cancellate linee orizzontali formate da una serie di tetramini che cadono dalla parte superiore dello schermo. Tuttavia, lo scopo di Puzzled è dare libero passaggio ad una mongolfiera inizialmente intrappolata nella parte inferiore del campo rettangolare, consentendole di volare fino a quella superiore e procedere quindi al livello successivo.
Nel totale i livelli di gioco sono 60, rappresentati da una torre alta sei piani divisa in dieci livelli per piano. Alcuni di essi presentano vari ostacoli come robot che fluttuano attorno al puzzle per attaccare il pallone, blocchi che si rigenerano e blocchi d'oro che devono essere eliminati più volte prima di scomparire. Il giocatore può anche utilizzare un potenziamento chiamato "L-Ball": un indicatore si riempie man mano che le linee sono rimosse e, una volta pieno, viene attivata una palla fulminea che esplode verso l'esterno dalla posizione attuale del palloncino, rimuovendo i blocchi circostanti.

## Accoglienza
In Giappone, la rivista Game Machine ha indicato Puzzled nel numero del 15 dicembre 1990 come l'unità arcade di maggior successo del mese, superando titoli come Carrier Air Wing e Raiden.
La grafica di Puzzled è stata descritta come semplicista e non sorprendente, ma ben disegnata ed efficiente. Anche gli effetti sonori sono stati considerati minimalisti ma piacevoli per un gioco di questo tipo.
La modalità multigiocatore è stata criticata per la mancanza di interazioni tra i due giocatori simultanei.